# Verbascum bellum
Verbascum bellum är en flenörtsväxtart som beskrevs av Hub.-mor.. Verbascum bellum ingår i släktet kungsljus, och familjen flenörtsväxter. Inga underarter finns listade i Catalogue of Life.